# Klusenplatz
Der Klusenplatz (auch Kapellenplatz oder kurz Kluse) liegt nördlich der A 30 an der Drievordener Straße bei Quendorf in der Samtgemeinde Schüttorf in Niedersachsen. 
Bei der Anlage soll es sich um die St.-Antonius-Kapelle handeln, die auf der Bentheimer Karte des Brüsseler Atlasses aus dem Jahre 1573 von Christian Sgrothen (um 1525–1603) verzeichnet ist. Beim Klusenplatz handelt es sich um ein annähernd ovales Plateau von maximal etwa 100 Metern Durchmesser, das von zwei konzentrischen Gräben und einem dazwischen liegenden, sehr niedrigen Wall eingehegt ist. Die Graben-Wall-Graben-Konstruktion zeigt Unterbrechungen im Westen, Süden und Osten. 
Eine 1981 erfolgte Ausgrabung legte im Zentrum der Anlage das Bruchsteinfundament eines rechteckigen (7 × 6,5 m) Kirchenbaus frei. Im Bereich des Baus, aus dem übrigen Innenraum und aus den Gräben barg man Fliesenbruchstücke, Dachziegelreste, Eisenteile, Nägel, Scherben, die, soweit datierbar, in die Zeit vom ausgehenden 14. Jahrhundert bis ins 16. Jahrhundert gehören. 
Außerhalb der Siedlung gelegen, könnte die Anlage als Pestkapelle gedient und Leprakranken und Aussätzigen zur Verfügung gestanden haben. 
Auf dem Klusenplatz steht heute ein Steinkreuz, das von anderer Stelle hierher versetzt worden ist. Nach verschiedenen Überlieferungen soll es für die Gefallenen des Dreißigjährigen Krieges gesetzt oder für einen von Heiden getöteten Mönch errichtet worden sein. 